# Carlo Wostry

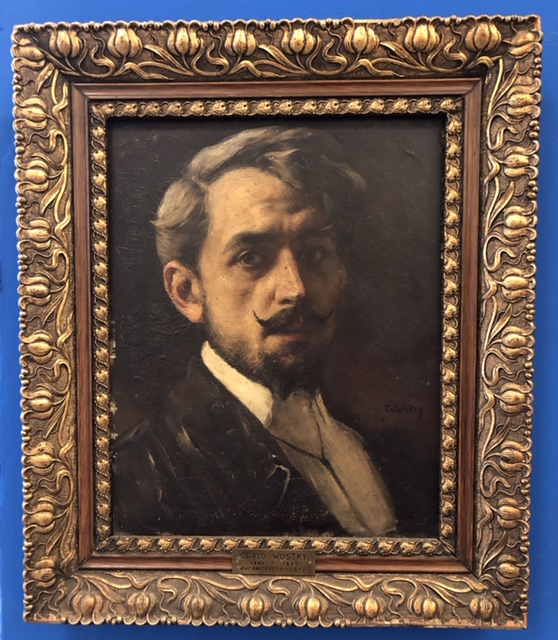
Selbstporträt (1907)

Carlo Wostry (* 18. Februar 1865 in Triest, Kaisertum Österreich; † 10. März 1943 in Triest, Italien) war ein italienischer Maler.

## Leben
Carlo Wostry wurde am 18. Februar 1865 als Sohn des Iren Ferdinando Wostry und der Venezianerin Virginia Artelli in Triest geboren. Von 1882 bis 1885 studierte er Kunst an der Akademie der Bildenden Künste in Wien. Anschließend setzte er sein Studium an der Akademie der Bildenden Künste in München fort und freundete sich mit dem Maler Umberto Veruda an. Nach der Rückkehr in seine Heimatstadt Triest 1887 veröffentlichte der 22-jährige Wostry sein erstes Werk Via Crucis (Kreuzweg), das aus 14 Wandtafeln bestand, die später in der Jesuitenkirche Santa Maria Maggiore ihren Platz fanden. 
1887 erhielt er ein Stipendium für einen 2-jährigen Aufenthalt in Rom, konnte die Reise aber aus gesundheitlichen Gründen nicht antreten. Später hielt sich Wostry in Barcelona, Budapest und Russland auf, wo sein Interesse für den Orientalismus geweckt wurde. 
1896 zog er nach Paris. Während seines 7-jährigen Aufenthalts in der französischen Hauptstadt illustrierte er zahlreiche Veröffentlichungen und schrieb einige Artikel unter anderem für die französische Tageszeitung Le Figaro. 1897 malte er Christus und Maria Magdalena für die Pfarrkirche Saint-Roch in Paris; 1900 folgte das Martyrium des Heiligen Justus für die Kathedrale von Triest. Während eines kurzen Aufenthaltes in London 1902 wurde er bei seiner Malerei durch englische Kunstwerke aus dem 18. Jahrhundert inspiriert. Sein bedeutendstes Werk aus dieser Phase ist Scena Boschereccia, das heute im Museum Revoltella in Triest aufbewahrt wird. Zurück in Frankreich verbrachte er Zeit in Paris, Trouville-sur-Mer und Deauville. 

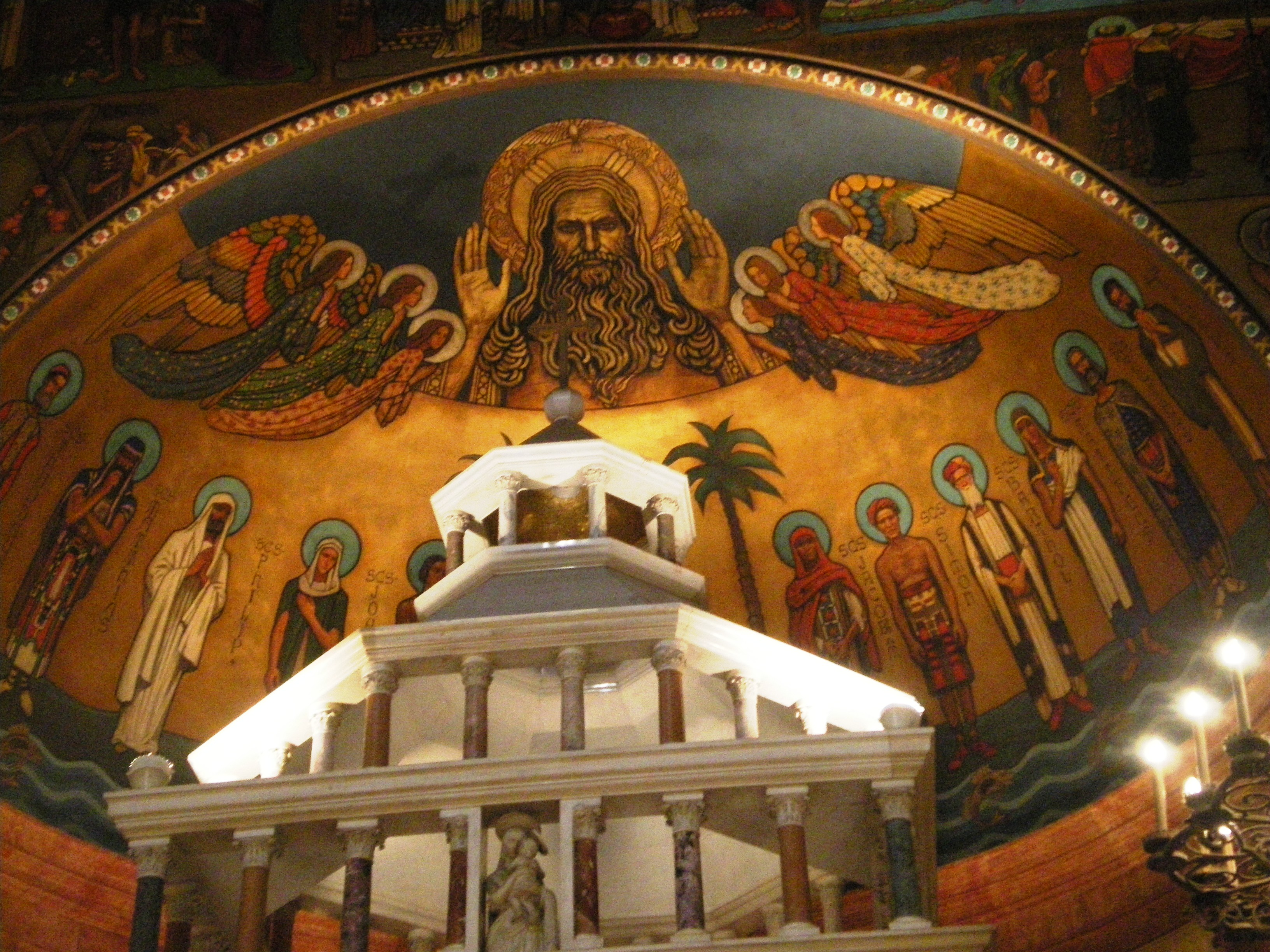
Carlo Wostry: Apsis der St. Andrew Church in Pasadena, Kalifornien

Nachdem Wostry in seine Heimatstadt Triest zurückgekehrt war, arbeitete er an verschiedenen Werken, die er auf internationalen Kunstausstellungen wie der Biennale di Venezia (1907, 1910, 1920, 1922, 1924 und 1925) ausstellte. Ab 1916 lehrte er als Kunstprofessor am Istituto Industriale in Triest. Nach dem Ersten Weltkrieg beschäftigte sich Wostry in seinen Werken zunehmend mit religiösen Motiven, die in der Kirche St. Vincent-de-Paul in Paris, der Kathedrale San Giusto und der Kirche Sant'Antonio Nuovo in Triest sowie in der Basilika San Francesco in Ravenna integriert wurden. 
1926 reiste er in die Vereinigten Staaten von Amerika und arbeitete unter anderem in New York, San Francisco, Los Angeles und Miami. 1930 erhielt Wostry den Auftrag die St. Andrew Church in Pasadena, Kalifornien auszustatten, die zu einem seiner bedeutendsten Werke werden sollte. Ursprünglich nur mit der Anfertigung eines Wandgemäldes für die Apsis beauftragt, waren seine Auftraggeber von seiner Arbeit jedoch so begeistert, dass sie ihm die Ausstattung einer Seitenkapelle anvertrauten und 1932 mit der Darstellung der verschiedenen Stationen des Kreuzwegs. Wostry reiste zurück nach Triest, wo er die 24 Wandtafeln anfertigte, die 1935 nach Pasadena überführt wurden. 
1937 kehrte Wostry schließlich nach Triest zurück, wo er am 10. März 1943 verstarb.

## Werke (Auszug)

### Gemälde

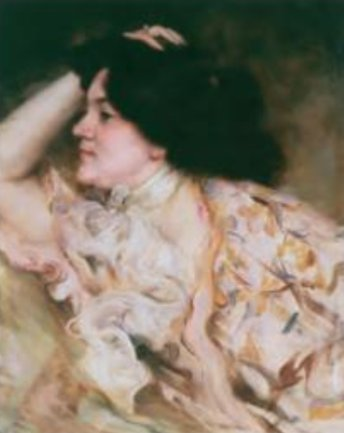
Porträt Erma Bossi (1902)

- Via Crucis, Santa Maria Maggiore, Triest, 1887
- Ritratto di Pietro Sartorio, Museo Sartorio, Triest, 1888
- Parco di villa Sartorio di Monebello, Museo Sartorio, Triest
- Il sonno, Civici Musei di Storia ed Arte, Triest
- Cristo e Maria Maddalena, Pfarrkirche Saint-Roch, Paris, 1897
- Martirio di San Giusto, Kathedrale San Giusto, Triest, 1900.
- „Porträt Erma Bossi“[2]
- Scena Boschereccia, Museo Revoltella, Triest, 1902
- The Stations of the Cross, St. Andrew's Catholic Church, Pasadena, 1935

### Buchveröffentlichungen
- Carlo Wostry (1934): Storia del circolo artistico di Trieste, Udine.